# Fibre chimiche
Le fibre chimiche o tecnofibre sono le fibre create dall'uomo attraverso reazioni chimiche.
Si possono distinguere in fibre artificiali, quando la materia di partenza è una sostanza naturale, e sintetiche, quando la materia di partenza è una sostanza non naturale ottenuta per sintesi chimica.

## Classificazione
Le fibre sintetiche vengono prodotte per filatura di polimeri sintetici ottenuti per reazioni di polimerizzazione di sostanze organiche, i monomeri o unità strutturali. Questi monomeri, per la presenza nelle loro molecole di particolari gruppi funzionali, sono in grado di reagire fra loro (omopolimeri) oppure con monomeri di specie diverse (copolimeri), formando due o più legami covalenti. A seconda del modo in cui avviene la concatenazione dei monomeri abbiamo: polimerizzazione per poliaddizione, quando nella reazione di unione non vi è perdita né di peso né di atomi dei monomeri oppure per polimerizzazione per policondensazione, quando nella reazione si perdono alcuni atomi formandosi sottoprodotti (come {\displaystyle {\ce {H2O}}} o {\displaystyle {\ce {HCl}}}). Le fibre sintetiche vengono suddivise in «famiglie» seguendo la classificazione dei polimeri dai quali sono ottenute.
Secondo quanto proposto da Carothers nel 1929, i polimeri possono essere suddivisi, in base al tipo di polimerizzazione per ottenerli in: polimeri di poliaddizione o poliaddotti e in polimeri di policondensazione o policondensati.
Questa classificazione presenta notevoli difficoltà di applicazione in quanto nella formazione di un polimero si possono avere meccanismi cinetici diversi. Questa classificazione è rimasta nell'uso corrente, restringendo il termine poliaddotti ai soli polimeri ottenuti per poliaddizione a catena da monomeri vinilici o diolefinici, polimeri caratterizzati da catene principali costituite da soli atomi di C, mentre con il termine policondensati si comprendono tutti gli altri polimeri ottenuti per policondensazione o per poliaddizione che abbiano nella catena principale non solo atomi di C, ma anche atomi di elementi diversi (come O o N) con legami che possono esser ritenuti formati per condensazione di gruppi funzionali.
Prima di passare all'esame delle diverse fibre sintetiche, si esamineranno nelle loro linee essenziali i diversi tipi di polimerizzazione che con meccanismi cinetici diversi possono portare alla formazione dei polimeri sintetici.

## Fibre artificiali

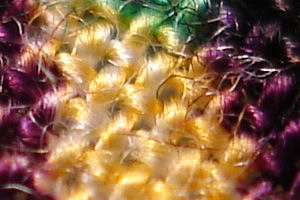
Tessuto in rayon

Le fibre artificiali sono ottenute dalla trasformazione di materie prime naturali di origine organica.
Si possono produrre fibre tessili a partire da proteine animali o vegetali.
- Acetato
- Cupro
- Lyocell
- Modal
- Triacetato
- Viscosa o Rayon

## Fibre sintetiche

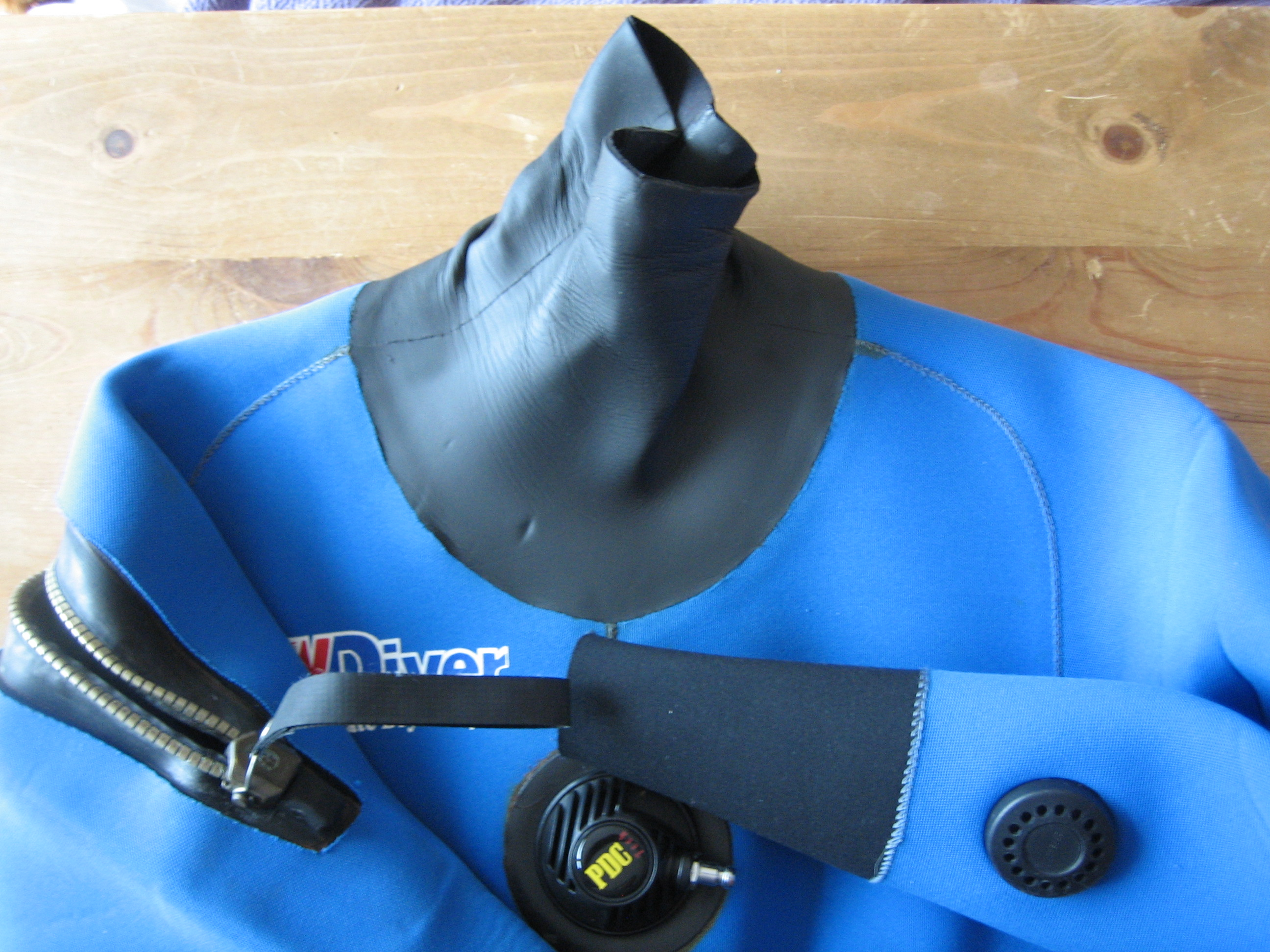
Tuta in neoprene

Le fibre sintetiche sono ottenute dai derivati del petrolio; per questo non si stropicciano, sono molto resistenti e inoltre sono termoisolanti.
- Acrilico
- Aramidiche (Kevlar e Nomex)
- Clorovinile
- Modacrilico (acrilico modificato per resistenza alla fiamma)
- Neoprene
- Poliammide (Nylon)
- Poliestere
- Polietilene
- Polipropilene
- Politetrafluoroetilene (Gore-tex)
- Poliuretano (Elastam)

Le fibre sintetiche sono state messe a punto intorno agli anni 1930-1940, e sono quindi quelle di più recente scoperta.
Sono fibre prodotte da polimeri ottenuti da composti di natura organica (derivati dal petrolio), grazie a reazioni chimiche di polimerizzazione.
Parallelamente alla produzione di fibre, e partendo spesso dagli stessi polimeri, si sono ottenuti dei materiali non fibrosi, amorfi o a basso grado di cristallinità, che si prestano ad essere stampati a caldo e che vanno sotto il nome di materie plastiche.
Le resine sintetiche (nome generico che comprende sia le fibre che le materie plastiche) hanno subito negli ultimi decenni un incremento produttivo notevolissimo con la nascita di nuove fabbriche e la riconversione di altre già esistenti.
Ciò perché le resine sintetiche presentano notevoli vantaggi rispetto agli altri materiali. Possono essere formulate con una gamma infinita di varianti. Vengono prodotte in serie partendo da materie prime di basso costo (derivati petroliferi). A seconda dei reagenti usati e dell'andamento delle reazioni presentano buone caratteristiche meccaniche: le fibre, in particolare, sono fra le più resistenti, non vengono assolutamente degradate dagli agenti atmosferici e biologici.
Di contro però presentano anche degli svantaggi rispetto ai materiali tradizionali. Non sono biodegradabili; quindi sono destinate, una volta usate, a rimanere per tempi indefiniti come materiali inquinanti dell'ambiente. Sono inoltre composte da sostanze chimiche non esistenti in natura ma sintetizzate ex novo: è quindi incognita la reazione che potranno determinare sugli organismi animali e vegetali, reazione che potremo verificare solo tra una o due generazioni.
Inoltre quelle resine che, come le fibre sintetiche, vengono più a stretto contatto con l'organismo umano in qualche caso possono portare a delle reazioni di rigetto, le cosiddette allergie, ciò a causa anche dei coloranti usati. Alcune di esse sono pericolose da indossare perché, in caso di combustione, bruciano con fiamma viva, difficilmente estinguibile, e contemporaneamente fondono così da provocare gravissime ustioni. Ultimamente sono state messe a punto fibre sintetiche ipoallergeniche e ad alto potere ignifugo così da poter produrre, anche con queste fibre, indumenti per neonati o anziani che più sono considerate persone a rischio di allergie e ustioni.
Le resine sintetiche si dividono, a seconda del loro comportamento al calore, in termoplastiche e in termoindurenti.
- Le resine termoplastiche, a cui appartengono quasi tutte le fibre sintetiche, sono quei materiali, costituiti da macromolecole a catena lineare, che possono essere rammolliti (resi cioè plastici) e foggiati a caldo più volte.
- Le resine termoindurenti sono invece quei materiali a struttura spaziale tridimensionale che, una volta rammolliti, foggiati ed induriti, non riacquistano più la plasticità in seguito ad un nuovo riscaldamento.

## Produzione nazionale
In Italia le principali imprese produttrici di tecnofibre furono la Châtillon, la Polymer e la Rhodiatoce (con brevetti Rhône-Poulenc), aziende controllate prima dalla Montecatini e, dal 1966, dalla Montedison; dalla loro fusione nacque, nel 1972, la Montefibre, che divenne la principale azienda italiana del settore. Altre importanti aziende produttrici furono la Bemberg, la Orsi Mangelli e la Snia Viscosa.
Attualmente la principale produzione italiana di queste fibre è limitata al gruppo Sinterama (poliestere), alla Montefibre (acrilico e poliestere), al gruppo Radici (poliammidi e poliestere), alla SNIA (viscosa) e alla Bemberg (cupro).

## Filatura impropria
La produzione di filato con le tecnofibre si chiama filatura impropria e si ottiene attraverso una filiera.